# Stenocercus apurimacus
Espèce
Stenocercus apurimacus est une espèce de sauriens de la famille des Tropiduridae.

## Répartition
Cette espèce est endémique du Pérou. Elle se rencontre dans le bassin du río Apurímac.

## Publication originale
- Fritts, 1972 : New species of lizards of the genus Stenocercus from Perú (Sauria: Iguanidae). Occasional Papers of the Museum of Natural History, The University of Kansas, n. 10, p. 1-21 (texte intégral).